# Nikki Fernández
Nikki Fernández es un personaje ficticio de la serie Lost, que era interpretado por la actriz Kiele Sanchez.

## Biografía del personaje

### Antes del accidente
- Era actriz y novia de Paulo, con el cual estafaron y asesinaron a un director de televisión para robarle unos diamantes.

### Después del accidente
- Durante la primera y segunda temporadas no aparece, aunque hay una escena eliminada del capítulo Vivir juntos, morir solos,  Live Together, Die Alone: Temporada 2, Episodio 23 (en los DVD de la segunda  temporada en el que si podemos apreciarla). Es superviviente del vuelo 815, toma mayor importancia en la Tercera Temporada.
- Decide ir con Locke, Desmond Hume y otros personajes a la estación La Perla de DHARMA, que ya había observado cuando en compañía de Paulo buscaba los diamantes.
- El capítulo 3x14 (Exposé) está centrado en ella y en Paulo. Allí se narran sus aventuras previas en la isla (principalmente en torno a la búsqueda de los diamantes  robados) y su muerte, debido a que es enterrada viva, ya que el resto de los supervivientes pensaban que había muerto, pero solo estaba paralizada por una picadura de araña.

- Datos: Q51323